# Onzichtbare André
Onzichtbare André is een single van André van Duin. Van Duin bezingt hierin de problemen van het (letterlijk) onzichtbaar zijn. Voor promotie werd voor AVRO's Toppop een promotiefilmpje gemaakt. Hierin speelt hij naast André ook zijn vader, een buspassagiere, zijn meisje en een weekbladjournalist. Het was Van Duins eerste samenwerking met muziekproducent Ad Kraamer. Bert Schouten, zijn eerdere muziekproducent, was verhuisd naar het concurrerende platenlabel CBS.
De tekst is geïnspireerd op de televisieserie De onzichtbare man, die de TROS in 1976 uitzond.
Aan het einde van het nummer worden in een fade-out nog de Engelse woorden "I'm invisible, tell the world, you want to know" uitgesproken. Dit werd in 1977 bij Ta-ta-ta en Nee, nou wordt-ie mooi! herhaald, alhoewel dit alleen betrekking heeft op dit nummer.
De B-kant Ik bijt op een houtje was ook al de B-kant van De sambaballensamba en vermeldt geen muziekproducent.

## Hitnotering

### Nederlandse Top 40
| Positie: | 22 | 12 | 6 | 6 | 11 | 19 | 32 | 38 | uit |

### NederlandseNationale Hitparade
| Positie: | 28 | 15 | 11 | 9 | 12 | 27 | uit |